# Langerak (Hollande-Méridionale)
Pour les articles homonymes, voir Langerak.
Langerak est un village qui fait partie de la commune de Molenlanden dans la province néerlandaise de Hollande-Méridionale.
Langerak a été une commune indépendante jusqu'au 1er janvier 1986. Elle a fusionné avec Groot-Ammers, Nieuwpoort et Streefkerk pour former la nouvelle commune de Liesveld.